# Вільгельм Гейне
Петер Бернгард Вільгельм Гейне - (англ. Peter Bernhard Wilhelm Heine; 30 січня 1827 - 5 жовтня 1885) - німецько-американський художник, дипломат і письменник, а також майстер пейзажного живопису.

## Біографія
Вільгельм Гейне народився 30 січня 1827 року у місті Дрездені . Вивчав художню майстерність спочатку в рідному місті, потім удосконалював його в Парижі.
.

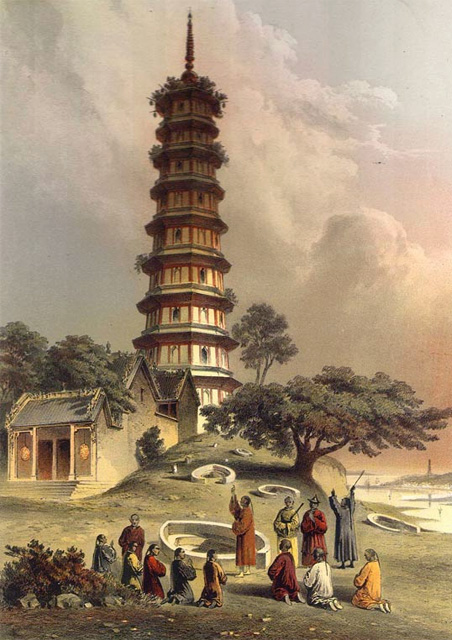
Один із малюнків Вільгельма Гейне (1853)

У 1851—1856 pоках супроводжував, як рисувальника, північноамериканську експедицію коммодора Метью Колбрайта Перрі в Японію.
У 1859 році Петер Бернгард Вільгельм Гейне взяв участь у прусській експедиції до Ост-Індії.
Коли в 1861 спалахнула Громадянська війна в США, він вступив до армії північних штатів і в 1864 отримав в ній чин бригадного генерала.
Пізніше Вільгельм Гейне був північноамериканським консулом спочатку в Парижі, а потім у Дрездені.
Генарал Петер Бернгард Вільгельм Гейне помер 5 жовтня 1885 року у віці 58 років в Кеченброді (Саксонія).
Серед його праць найбільш відомі такі:
- Reise um die Erde nach Japan (1856)
- Die Expedition in die Seen von China, Japan und Ochotsk (1858-1859)
- Japan und seine Bewohner (1860)
- Eine Sommerreise nach Tripolis (1860)
- Eine Weltreise um die nördliche Halbsphäre (1864)
- Japan, Beiträge zur Kenntniss des Landes und seiner Bewohner (1873-1880).